# Rhabdomastix (Rhabdomastix) nigroapicata
Rhabdomastix (Rhabdomastix) nigroapicata is een tweevleugelige uit de familie steltmuggen (Limoniidae). De soort komt voor in het Palearctisch gebied.